# 한국공연예술센터
한국공연예술센터는 공연예술진흥 사업 및 공연문화의 보존.계승.발전에 기여하며, 사회 일반의 이익에 공여하기 위하여 공연장 및 문화공간의 운영과 공연예술을 발전시키고 민족문화 창달에 기여함을 목적으로 2010년 2월 설립된 재단법인이며, 문화체육관광부 소관의 기타공공기관이다. 소재지는 서울특별시 종로구 대학로10길 17이다.
- 2014년 5월 29일, 한국문화예술위원회에 통합.

## 주요기능 및 역할
- 한국공연예술센터의 운영.관리 사업
- 공연예술진흥 활동 및 보급
- 공연예술의 국내외 교류사업
- 공연예술관련 교육사업
- 공연예술관련 축제사업
- 문화체육관광부 장관이 목적사업에 필요하다고 인정하여 위탁한 사업

## 기관 연혁
- 2009년 10월 7일: 설립추진 TF팀 구성.운영
- 2009년 10월 15일: 1차 자문회의 개최(공연장 운영방안)
- 2008년 10월 22일: 2차 자문회의 개최(대학로복합문화공간 운영방안)
- 2008년 10월 28일: 3차, 4차 자문회의 개최(공연장 특성화 방안)
- 2009년 12월 1일: 제1차 설립추진회의
- 2009년 12월 15일: 제2차 설립추진회의 개최
- 2009년 12월 29일: 제3차 설립추진회의 개최
- 2010년 1월 12일: 제4차 설립추진회의 및 발기인 회의
- 2010년 2월 1일: 대학로공연예술센터 설립 등기
- 2010년 5월 25일: 한국공연예술센터로 명칭 변경
- 2010년 7월 5일: 전문예술법인 지정
- 2011년 1월 24일: 기타공공기관 지정